# Stenorhopalus valdiviensis
Stenorhopalus valdiviensis är en skalbaggsart som först beskrevs av Cerda 1995.  Stenorhopalus valdiviensis ingår i släktet Stenorhopalus och familjen långhorningar. Inga underarter finns listade i Catalogue of Life.